# سياسة عدم التسامح في المدارس
إن سياسة عدم التسامح مطلقًا في المدارس هي إنفاذٌ صارمٌ للوائح وحظر سلوكياتٍ معينةٍ، مثل حيازة المواد التي تعتبرها المدارس غير مرغوبٍ فيها. وقد تعالت أصوات النقد العلني ضد هذه السياسات بسبب العواقب السلبية في بعض الأحيان لتطبيقها، عندما يتم الإقدام على أفعالٍ تعتبر لا تطاق، أي تطبيقها بشكلٍ قاسٍ سواءً كانت هذه الأفعال ناتجةً عن الجهل، أو تمت بالصدفة، أو في ظل ظروفٍ مخففةٍ. في المدارس، تركز السياسات العامة لعدم التسامح مطلقًا على حيازة المخدرات أو الأسلحة غير المشروعة أو استخدامها. فالطلاب، وأحيانًا الموظفون وأولياء الأمور وغيرهم من الزوار الذين يمتلكون عنصرًا محظورًا لأي سببٍ كان، يتم دائماً معاقبتهم (إذا كانت هذه السياسة مطبقة).
في الولايات المتحدة الأمريكية وكندا، تم اعتماد سياسات عدم التسامح مطلقًا في مختلف المدارس وغيرها من الأماكن التعليمية. وأصبحت سياسات عدم التسامح مطلقًا في الولايات المتحدة واسعة الانتشار في عام 1994، عقب أن طالب التشريع الفيدرالي الولايات بطرد أي طالبٍ أحضر سلاحًا ناريًا إلى المدرسة لمدة عامٍ أو فقد كل التمويل الفيدرالي.
يتم الترويج لهذه السياسات لمنع تعاطي المخدرات ومنع العنف في المدارس. ولكن يقول النقاد إن سياسات عدم التسامح مطلقًا في المدارس أسفرت عن عقوبات انتُقدت باعتبارها غير عادلةٍ بشكلٍ صارخٍ ضد الطلاب والمعلمين، وخاصة في المدارس ذات السياسات الضعيفة. نتيجة لذلك؛ يصف النقاد هذه السياسات بأنها «سياسات خالية من المنطق» لأنهم يعاملون الأحداث بالطريقة التي يعامل بها البالغين - أو بقسوةٍ أكبر، فضلاً عن أن الأطفال نادراً ما يتم منحهم الإذن الكامل للتحدث دفاعًا عن أنفسهم للبالغين الذين لديهم سلطةٌ عليهم. لقد انتقد العديد من الناس سياسات عدم التسامح؛ بدعوى أنها عسيرةٌ ولا تقدم إلا القليل من الفائدة لأي شخصٍ، وتساهم في اكتظاظ نظام العدالة الجنائية، و/أو تستهدف أشخاصًا ملونين بشكلٍ غير متكافئ، لا سيما الأشخاص من أصول إفريقية وأمريكيين من أصلٍ إسباني.